# Stade Jules-Ribet
 (mars 2025).
Si vous disposez d'ouvrages ou d'articles de référence ou si vous connaissez des sites web de qualité traitant du thème abordé ici, merci de compléter l'article en donnant les références utiles à sa vérifiabilité et en les liant à la section « Notes et références ».
Le stade Jules-Ribet est le stade de rugby à XV et de rugby à XIII de la ville de Saint-Gaudens.
En rugby à XIII, c'est le club du Racing club saint-gaudinois Comminges XIII qui l'occupe. En rugby à XV, c'est le stade du club doyen de la ville, le Stade saint-gaudinois.
La capacité des tribunes est de 2 000 places assises.